# 拉茲納國家公園
拉茲納國家公園是拉脫維亞的國家公園，位於該國東南部，面積596平方公里，始建於2007年1月1日，該國家公園成立目的是保護拉茲納湖。